# Щенсновіче
Щенсновіче (пол. Szczęsnowicze) — село в Польщі, у гміні Шудзялово Сокульського повіту Підляського воєводства.
Населення — 75 осіб (2011).
У 1975—1998 роках село належало до Білостоцького воєводства.

## Демографія
Демографічна структура станом на 31 березня 2011 року:
|          | Загалом | Допрацездатний вік | Працездатний вік | Постпрацездатний вік |
| -------- | ------- | ------------------ | ---------------- | -------------------- |
| Чоловіки | 41      | 8                  | 26               | 7                    |
| Жінки    | 34      | 7                  | 14               | 13                   |
| Разом    | 75      | 15                 | 40               | 20                   |